# Boutique-Hotel

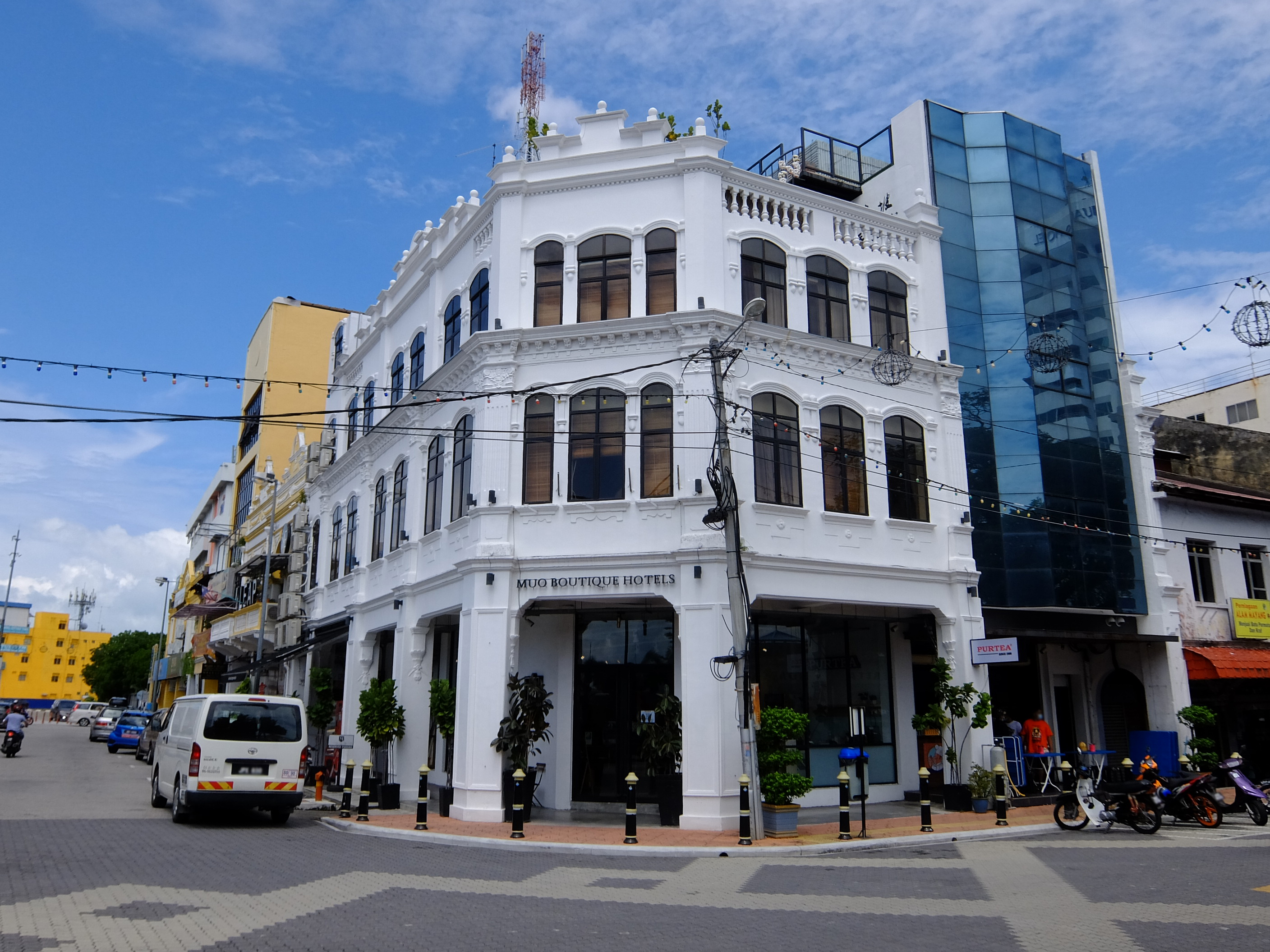
Boutique-Hotel

Der Marketingbegriff Boutique-Hotel kommt aus den USA und beschreibt persönlich geführte, individuelle, kleine und nicht selten luxuriöse Hotels, wie sie auch in Europa und Asien seit Anfang des Jahrhunderts immer häufiger anzutreffen sind.

## Etymologie
Das Wort boutique kommt aus dem Französischen und heißt übersetzt kleines Geschäft bzw. Kramladen. Nach Auffassung des Duden und des Knaur-Wörterbuchs geht es auf das okzitanische botica zurück, was Laden bedeutet, und dieses Wort wiederum auf den griechischen Terminus apothéke, gleich Abstellraum bzw. Magazin. Als bo(t)tega, bodega bzw. botica existiert der Begriff auch im Italienischen, Spanischen und Portugiesischen.
In seiner Bedeutung als Modeboutique hat das Wort eine Bedeutungsverschiebung genommen, die Betonung auf klein – Einzelhandel statt Warenhaus oder Modekette – ist geblieben, gleichzeitig werden – im Unterschied zum Ausgangsbegriff – die vom Inhaber ausgehende Individualität des Sortiments, die Exklusivität, unter Umständen auch die Hochpreisigkeit betont. Diese Bedeutungsverschiebung hat auch bei der Neubildung des Begriffs Boutique-Hotel Pate gestanden.

## Geschichte
Die ersten Boutique-Hotels entstanden in den 1980er Jahren in großen Städten wie New York City, San Francisco und London. Viele von ihnen zogen die Aufmerksamkeit auf sich, weil berühmte Inneneinrichter und Designer ihre Ausstattung übernommen hatten. So gestaltete z. B. Anouska Hempel 1981 das Blake Hotel in South Kensington, London. In den nächsten Jahrzehnten entstanden in vielen touristisch bedeutenden Städten Unterkünfte ähnlicher Konzeption – in Paris, Barcelona, Berlin oder Marrakesch, später auf Inseln und Alpenresorts wie Mallorca, Santorin oder Graubünden.
Inzwischen hat sich das Boutique-Hotel zu einem Oberbegriff entwickelt, unabhängig von der oft zusätzlichen Klassifizierung. Das verdankt sich einer zweiten parallelen Entwicklung: 1979 führte die Schweiz als erstes Land eine zertifizierte Hotelklassifizierung nach Hotelsternen ein. Andere Länder zogen nach, teils als gesetzliche Vorgabe an die Hotellerie, teils als freiwilliges Verfahren, wie in Deutschland. Dient die Klassifizierung auf der einen Seite für den Gast als Orientierung und verbindlicher Maßstab, so trägt sie auf der anderen Seite, neben dem generellen Erstarken der Hotelketten, dazu bei, dass die Hotellandschaft in vielen Kriterien immer ähnlicher und austauschbarer wird. Die Gegenbewegung ließ nicht lange auf sich warten: Im Bereich der großen Hotels entstanden Design- und Art-Hotels, im Bereich der kleineren Hotels wird heute Individualität unter dem Begriff Boutique-Hotel verkauft: Als Oase der Ruhe, Juwel oder Schmuckkästchen, einzigartig, klein, fein, persönlich geführt oder charmant beschreiben Hotellerie und Reiseanbieter diese Häuser.

## Ausstattung
Boutique-Hotels unterscheiden sich in der Regel von großen Hotels und Häusern der Hotelketten durch persönlichere Gestaltung der Architektur, der Einrichtung und der Außenanlagen, häufig befinden sie sich auch in außergewöhnlicher, aufwendig sanierter historischer Bausubstanz. Persönlicher und von einer individuellen Handschrift geprägt ist in der Regel auch der Service, da diese Hotels meistens vom Inhaber geführt werden.
Einige Boutique-Hotels sind einem bestimmten Thema oder Stil gewidmet und dementsprechend eingerichtet. Oft unterscheiden sich auch einzelne Zimmer hinsichtlich des gewählten Themas. Obwohl Boutique-Hotels meist mit kleinen Hotels mit einer geringen Zimmeranzahl assoziiert werden, haben einige Boutique-Hotels in großen Städten wie London, Barcelona, New York oder Paris mehr als hundert Zimmer, auch Boutique-Hotelketten gibt es zwischenzeitlich.